# Delete (문차일드의 음반)
《Delete》는 문차일드의 데뷔 음반이다. 
넥스트의 리더인 Crom(크롬, 신해철)이 프로듀서를 맡아 주목을 받았다. 테크노와 록을 접목시킨 타이틀곡 〈Delete〉를 선보인 반면에, 대중으로부터는 큰 호응을 얻지 못했다. 결국 후속곡인 〈태양은 가득히〉를 통해 인기를 누리게 되었다.

## 〈태양은 가득히〉에 대한 뒷이야기
작곡가 윤일상은 〈태양은 가득히〉를 작곡, 문차일드에게 곡을 주었다. 그러나 문차일드의 데뷔가 늦어지면서 윤일상은 그 사이에 문차일드의 같은 소속사에 있는 쿨에게 〈러브레터〉라는 곡의 이름으로 가사만 다른 노래를 주게 되었다. 이때 문차일드가 데뷔하고, 쿨이 〈러브레터〉가 수록된 새 앨범을 내면서 같은 곡이 같은 시기에 나오는 일이 벌어지고 말았다. 또, 실제 문차일드가 부른 버전도 두가지가 존재하는데, 하나는 편곡 없이 가사만 문차일드 멤버들이 쓴 버전과 당시 방송에서 프로모션되었던 강은경 작사가의 버전 이렇게 두가지였다. 문차일드 버전의 가사는 '채팅에서 만난 그녀'에 대한 이야기, 그리고 강은경 작사가의 버전은 '바닷가에서 만난 그녀'에 대한 이야기. 데뷔와 동시에 곡 작업을 시작했기에 미숙한 부분이 많았고, 가사 역시 강은경 작사가의 가사보다 입에 덜 붙는 느낌이 강했다. 결국 강은경 작사가의 가사가 들어있는 곡인 한 키 더 높은 편곡의 Summer Couple 버전이 프로모션되었다.

## 곡
1. 〈Delete〉 (문차일드·Crom 작곡, 작사)
2. 〈A Boy From The Moon〉 (문차일드·Crom·임형빈 작곡, 작사)
3. 〈You're Falling In Love〉 (민지현 작곡, 문차일드·Crom 작사)
4. 〈Someday〉 (임형빈·문차일드 작곡, 이수·Crom 작사)
5. 〈She〉 (Crom·임형빈·문차일드 작곡, 신은주 작사)
6. 〈태양은 가득히 (Summer Couple)〉 (윤일상 작곡, 강은경 작사)
7. 〈모노드라마〉 (양정승 작곡, 김현규 작사)
8. 〈歸天(귀천)〉 (양정승 작곡, 김현규 작사)
9. 〈Delete (Remix Ver.)〉 (Crom 편곡)

- 초판에서는 〈태양은 가득히〉의 오리지널 버전인 〈Click (Beautiful)〉이 수록되어있다.